# Lachnothorax biguttata
Lachnothorax biguttata is een keversoort uit de familie loopkevers (Carabidae). De wetenschappelijke naam van de soort is voor het eerst geldig gepubliceerd in 1862 door Motschulsky.